# Антропогенез.ру
Антропогене́з.ру — российский научно-просветительский портал, посвящённый происхождению человека. Запущен 1 октября 2010 года и ведётся популяризатором науки А. Б. Соколовым и антропологом С. В. Дробышевским. Редактором портала является А. Б. Соколов, авторами публикаций — учёные различных научных дисциплин и популяризаторы науки. Портал ставит целью научное просвещение (популяризацию науки) в первую очередь в сфере происхождения человека (антропогенеза) — антропологии, археологии и генетики. Также портал выступает организатором ряда проектов, направленных на популяризацию науки, включая серию научно-просветительских форумов «Учёные против мифов».

## Деятельность
По заявлениям СМИ, создатели портала осуществляют свою деятельность на общественных началах. По словам научного журналиста Анастасии Казанцевой, редактор портала Александр Соколов смог привлечь к сотрудничеству практически всех активно работающих в России антропологов. На сайте публикуются научно-популярные материалы о происхождении и эволюции человека. Портал, наряду с проектом Элементы.ру, вносит большой вклад в популяризацию результатов современных исследований в области происхождения человека и человеческого интеллекта, в том числе языка.
Публикации портала вдохновили Константина Задорожного на создание книги «Школьная энциклопедия: от обезьяны к человеку» (2014).
В марте 2014 года редакцией портала, при содействии Государственного биологического музея, была организована выставка «10 черепов, которые потрясли мир». На выставке представлены точные копии значимых палеоантропологических находок. К открытию выставки была приурочена серия лекций, проведённых известными российскими учёными.
Высоко оценивал просветительскую работу портала Лев Клейн.

## Проекты
Порталом реализован ряд проектов по каталогизации и обработке научных данных. Интерактивная «Карта предков человека» создана при помощи сервиса Google Maps и в настоящее время на неё нанесены все основные местонахождения останков гоминид. Другие проекты — «Каталог ископаемых», интерактивная диаграмма «Объём мозга гоминид», а также серия коротких видеороликов «Достающее звено». Создание разделов «Учёный и СМИ» и «Критика» направлено на защиту доброго имени учёных и составление рецензий на популярные псевдонаучные книги.
Редакция портала активно поддерживала проект по сбору средств в помощь лаборатории физиологии высшей нервной деятельности Института физиологии им. И. П. Павлова.
Начиная с 2016 года дважды в год в Москве (на площадке НИТУ «МИСиС») или Санкт-Петербурге проводится серия научно-просветительских форумов «Учёные против мифов», целью которых является популяризация науки и борьба с шарлатанством. В том же году порталом Антропогенез.ру и фондом «Эволюция» учреждена антипремия «Почётный академик ВРАЛ», которая вручается жюри во время проведения форума. В 2021 году в её рамках была учреждена псевдомедицинская номинация АПЧХИ (Академия Превентивной ЧакроХирургии).
Летом 2016 года в социальных сетях по инициативе продюсера форумов «Учёные против мифов» канд. физ.-мат. наук Георгия Борисовича Соколова были запущены проекты «Москва: научно-популярная афиша» и «Санкт-Петербург: научно-популярная афиша», нацеленные на формирование анонсов научно-просветительских событий, которые проводятся очно в соответствующих городах (а также в формате онлайн).

## Награды и премии
- 2017 — премия «За верность науке» (первое место в номинации «Лучший научно-популярный проект года» как один из проектов-организаторов серии научно-просветительских форумов «Учёные против мифов»)[19][20][21][22].
- 2021 — премия «За верность науке» (финалист в номинации «Лучший научно-популярный проект года» как один из проектов-организаторов серии научно-просветительских форумов «Учёные против мифов»)[23].